# Petroglyphen auf den Philippinen

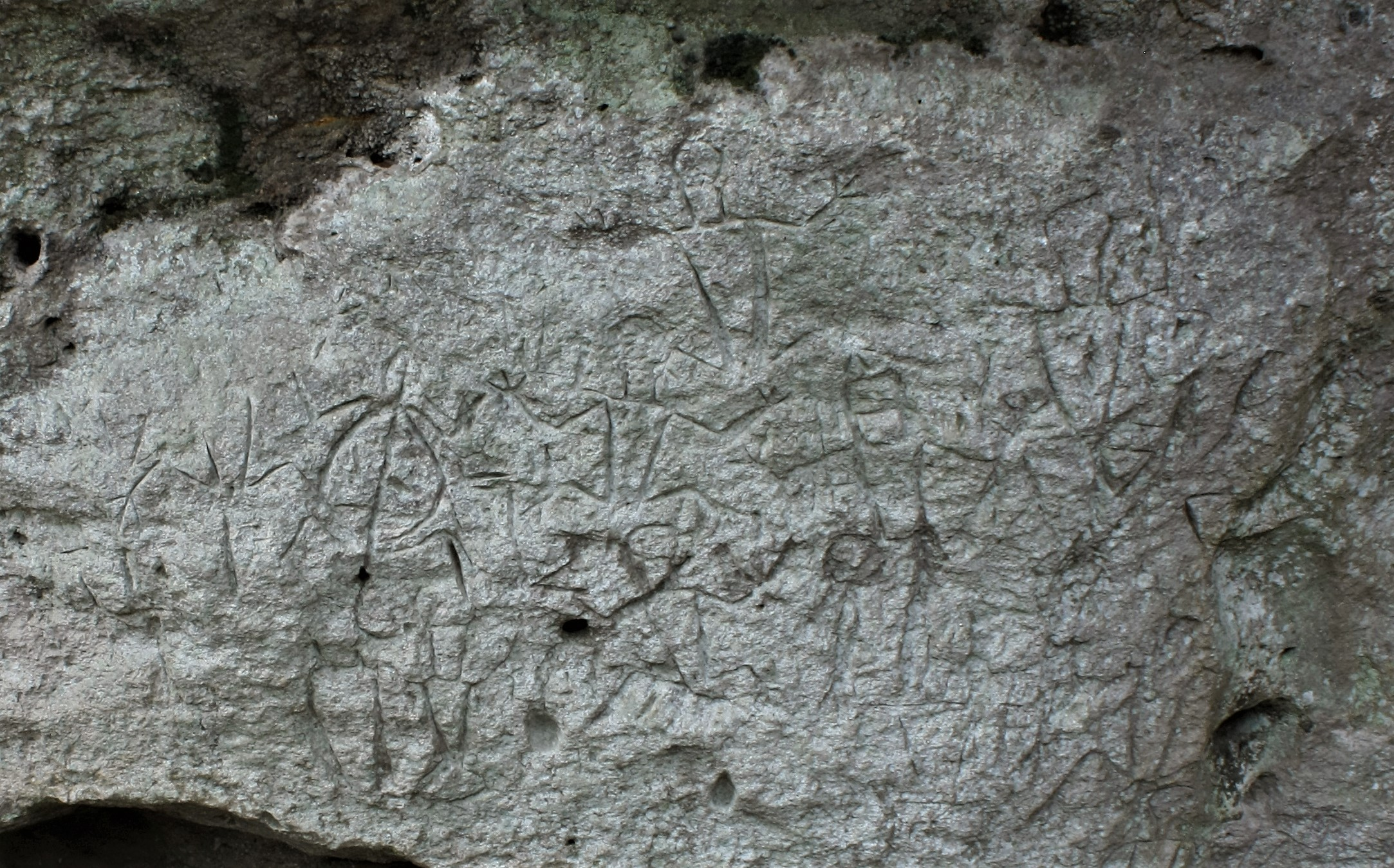
Petroglyphen von Angono

Petroglyphen aus prähistorischer Zeit sind auf den Philippinen selten. Sie wurden bisher nur in Angono, Provinz Rizal, und Bontoc, Mountain Province, Petroglyphen gefunden. Des Weiteren existieren an drei Orten prähistorische Felsmalereien. Alle Fundorte wurden mit dem Präsidentenerlass 374 zum nationalen Kulturerbe der Philippinen erklärt und unter Schutz gestellt. Seit 2006 stehen die Petroglyphen und Felsmalereien auf den Philippinen zusammenfassend auf der Vorschlagsliste der Philippinen zur Aufnahme in die Welterbeliste der UNESCO. Sie stellen nach allgemeiner Auffassung die ältesten künstlerischen Darstellungen auf den Philippinen dar.

## Petroglyphen von Angono
Die Petroglyphen von Angono finden sich im gebirgigen Teil der Gemeinde nahe der Gemeindegrenze zu Antipolo City und Binangonan. Sie wurden unter einem Felsvorsprung, der 632 Meter lang, 4,68 Meter hoch und 8,2 Meter tief ist, durch Ritzen in den Tuffstein des Berges eingraviert. Die Petroglyphen bedecken die Felswand auf einer Länge von 25 Metern bis in eine Höhe von 3,70 Meter. Es sind insgesamt 127 Figuren identifiziert worden, die 51 verschiedene Merkmale aufweisen. Sie stellen nach allgemeiner Auffassung Kinder und Jugendliche dar. Ähnliche Stilelemente konnten auch bei Petroglyphen in Thailand, Sulawesi und Malaysia gefunden werden. Die Gravuren entstanden über einen längeren Zeitraum, da die Figuren in ihrer Ausrichtung und Größe keine Verbindungsmerkmale aufweisen. Für die Künstler und neolithischen Betrachter hatten sie wahrscheinlich spirituelle Bedeutung. Laut den Untersuchungsergebnissen des Nationalen Museums der Philippinen entstanden die Petroglyphen wahrscheinlich um 3000 bis 2000 v. Chr. in der späten philippinischen Jungsteinzeit. An einer Stelle an der Felswand konnte auch eine verblichene Felsmalerei entdeckt werden.

## Petroglyphen von Bontoc
Die Petroglyphen von Bontoc wurden auf dem Gebiet des Barangays Alab entdeckt. Sie wurden durch Picken in Felsblöcke eingraviert, die an markanten Stellen in der Cordillera Central liegen. Die Elemente wurden als weibliche Geschlechtsteile identifiziert und weisen typische Merkmale der Darstellung aus dem Polynesischen Siedlungsraum auf. Ihr Alter wurde auf 3500 Jahre oder jünger geschätzt.

## Felsmalereien
Es existieren auf den Philippinen an drei verschiedenen Orten Felsmalereien. Dieses sind die Höhlen von Peñablanca im Norden der Insel Luzon, die Singnapan-Höhlen im Süden der Insel Palawan und auf der Anda-Halbinsel, Provinz Bohol. Es lassen sich zwei unterschiedliche Maltechniken unterscheiden. Während in Peñablanca und den Singnapan-Höhlen Holzkohle zum Zeichnen verwendet wurde, ist auf der Anda-Halbinsel rotes eisenhaltiges Hämatit verwendet worden. Eine Altersbestimmung der Felsmalereien steht noch aus.